# Điện Biên Phủ
Dien Bien Phu (vietnamita: Điện Biên Phủ, ideogrammi: 奠邊府) è una città dipendente dalla provincia (thành phố trực thuộc tỉnh) nel nord-ovest del Vietnam. È il capoluogo della provincia di Dien Bien, ed è conosciuta soprattutto per gli eventi accaduti durante la guerra d'Indocina; nell'area collinosa circostante la cittadina venne combattuta la decisiva battaglia di Dien Bien Phu che si concluse il 7 maggio 1954 con la vittoria delle forze nazionaliste Viet Minh e la resa della guarnigione francese.

## Popolazione
Nel 2019 la città aveva 58 519 abitanti. La maggior parte della popolazione non è di etnia vietnamita, bensì Tai. La componente vietnamita rappresenta circa un terzo della popolazione, il resto è costituito da Hmong, Si la o altri gruppi etnici.

## Geografia fisica
Dien Bien Phu è situata nella valle Muong Thanh, lunga 20 km e larga 6. È sul confine ovest della provincia di Dien Bien, di cui è la capitale, ed è molto vicina al confine laotiano. Prima della creazione della provincia, avvenuta nel 2004, faceva parte della provincia di Lai Châu.
Il governo vietnamita elevò Dien Bien Phu allo stato di cittadina nel 1992 e a quello di città nel 2003.

## Conflitti militari passati

### Operazione Castor (1953)
Negli anni cinquanta la città non era solamente conosciuta per il pur famoso traffico d'oppio, che generava 500 000 000 di franchi all'anno, ma soprattutto per la feroce battaglia che causò il riassetto della geopolitica mondiale. Questa regione, che era inoltre un'importante fonte di riso per i Viet Minh, fu fortificata nel novembre del 1953 dall'Unione Francese nel corso della più grande operazione aerea della Guerra d'Indocina, l'Operation Castor, effettuata per bloccare i Viet Minh e tagliare i loro rifornimenti.

### Assedio di Dien Bien Phu (1954)
L'anno seguente, l'importante battaglia di Dien Bien Phu fu combattuta tra i Viet Minh (comandati da Võ Nguyên Giáp e armati dalla Cina) e l'Unione francese (comandata dal generale Henri Navarre, successore del generale Raoul Salan). L'assedio della piazzaforte francese durò cinquantasette giorni, dalle 17:30 del 13 marzo alle 17:30 del 7 maggio 1954. L'avamposto meridionale del campo, Isabelle, non eseguì l'ordine di cessate il fuoco e combatté fino alle 1:00 del giorno successivo; poche ore prima la lunga conferenza di Ginevra sull'Indocina aveva coinvolto Stati Uniti, Regno Unito, Unione Francese e Unione Sovietica.
La battaglia non fu solo significativa per la valle di Dien Bien Phu. La vittoria di Võ Nguyên Giáp pose termine al maggiore concentramento di forze francese in Indocina e portò agli accordi che divisero la nazione in Vietnam del Nord e Vietnam del Sud. Questa divisione fu poi alla base della guerra del Vietnam. La battaglia di Dien Bien Phu è descritta dagli storici come: "la prima volta che un movimento coloniale di indipendenza non europeo evolse dalle tecniche di guerriglia e sconfisse gli occidentali in battaglia aperta".
La paura occidentale di una conquista comunista dell'Asia, chiamata teoria del domino da Dwight D. Eisenhower, l'assedio di Dien Bien Phu e l'abbandono francese di Vietnam, Laos e Cambogia furono un fattore determinante dell'intervento americano nel Vietnam del Sud.